# Школа № 20 (Мелітополь)
Середня загальноосвітня школа № 20 – загальноосвітній навчальний заклад у місті Мелітополь Запорізької області.

## Історія
Школа відкрилася в 1967 році в новій, щойно побудованій будівлі. Нова школа прийняла п'яті-восьмі класи школи № 2, і з 1968 року школа № 2 стала початковою. Тепер багато випускників школи №2 вступають до 5 класу до школи №20.
У 1970-і роки шкільна дружина носила ім'я «Зоряної», кожен загін вів листування з одним із космонавтів, у гості до школярів приїжджала Валентина Терешкова. Школа носила ім'я Дмитра Ульянова, підтримувала дружбу з його дочкою Ольгою, шкільний музей Леніна вважався одним із найкращих у країні. На початку 1980-х років у школі було організовано перший у місті спецклас з хімії.
У 2005-2006 навчальному році школа отримала новий комп'ютерний клас. У 2012 році до 45-річчя школи поруч із нею учні посадили сквер.

## Позакласна робота
При школі працюють ляльковий театр «І знову казка оживає», вокальна група «Чарівні звуки», дружина юних рятувальників, секція юних інспекторів руху, студія екологічного дизайну, клуб «Чарівний пензлик», клуб з інформатики «Шукачі скарбів». Також у школі діють платні гуртки: студія танців «Viva Dance» та секція карате «Фудосін». З 2011 року у школі працює театральний гурток.

## Досягнення
Учні школи досягали успіху на Всеукраїнських боксерських турнірах та Всеукраїнських олімпіадах з української мови.

## Директори
- Леонід Миколайович Спасов - директор з 1967 по 1986 рік[1]
- Олександр Сметанін
- Дмитро Хабло
- Тетяна Іванівна Жданова
- Василь Зотов
- Ольга Глек[3]
- Микола Михайлович Карандаш (нар. 1964) - директор у 1993-1998 роках, потім секретар Мелітопольської міськради (1998-2002), начальник міського управління освіти (2002-2007)[9]
- Ольга Глек - директор у 2008 році[1]
- Катерина Володимирівна Лопатюк - директор з 2011 року[10]

## Відомі вчителі
- Олімпіада Середа - вчителька історії, кавалер ордена Дружби народів[3]

## Відомі випускники
- Олександр Калабухов і Михайло Нікобенко - радянські військові, які загинули в Афганській війні. На пам'ять про них на будівлі школи встановлено меморіальну дошку[11]
- Валерій Вікторович Говорков[3] – заступник міського голови Мелітополя
- Олександр Скорий[3] — бронзовий призер чемпіонату світу з боксу серед студентів[12]